# Famille Andrault de Langeron
La famille Andrault de Langeron est une famille de la noblesse française originaire du Limousin, fixée au début du XVe siècle en Nivernais,. Elle a donné trois branches dites de Langeron, de Maulévrier et de Buy. La branche ainée de Langeron est éteinte en ligne légitime depuis 1831, mais a donné une descendance naturelle reconnue, anoblie en 1822, qui continua en Russie, en Belgique puis aux États-Unis. La branche de Maulévrier est éteinte depuis le début du XIXe siècle, la branche de Buy s'est éteinte sous ce nom au XVIIe siècle en Pologne.
Cette famille compte parmi ses membres plusieurs officiers généraux qui combattirent en France, en Pologne et en Russie, dont un maréchal de France, un feld-maréchal russe, et plusieurs lieutenants généraux des armées, ainsi que des hauts fonctionnaires polonais (starostes, et grand-chambellan de la couronne).

## Histoire
La filiation de cette famille originaire du Limousin, et fixée ensuite en Nivernais remonte à Laurent Andrault, d'abord receveur des aides à Beauvais, près de Limoges en 1413, puis notaire à Autun en 1424. Il devint seigneur de Langeron, du chef de sa femme Jeanne Duillon, héritière de cette terre.
Laurent Andrault eut deux fils : Pierre et Jean.
- L'aîné, honorable homme Pierre Andrault, secrétaire de M. de Clermont en 1425, trésorier d'Auvergne en 1449, fut maintenu en possession de la seigneurie de Langeron par jugement du sénéchal de Bourbonnais en 1450. Il n'eut pas de postérité de son mariage en 1447 avec Eléonore Cauchon[1],[3].
- Le cadet, Jean Andrault (mort avant 1476), seigneur de Langeron (après son frère), conseiller et maître des comptes du duc Charles de Bourbon en 1431, fut clerc-auditeur en la chambre des comptes de Paris de 1434 à 1474. Il épousa Jeanne de Druy et fut l'auteur de la descendance de la famille Andrault[1],[3].

Ce n'est que vers la fin du XVe siècle que cette famille Andrault s'agrégea définitivement à la noblesse.
Elle se partagea en trois branches dites de Langeron, de Maulévrier et de Buy. Cette dernière se fixa en Pologne vers 1648. Les deux premières branches connurent une certaine illustration ; le destin de la troisième demande encore à être éclairci.

### Branche Andrault de Langeron
Cette branche a pour auteur Pierre Andrault, seigneur de Langeron, gouverneur de La Charité-sur-Loire, marié vers 1577 à Aimée du Colombier (il était le second fils de Geoffroy Andrault, seigneur de Langeron et de Gabrielle Raquiet).
La branche Andrault de Langeron obtint l'érection de sa seigneurie de Langeron en comté par lettres patentes d'août 1656 et fut maintenue noble le 8 mars 1669.
Elle s'éteignit en ligne légitime avec Louis Alexandre Andrault de Langeron (1765-1831), comte de Langeron qui émigra en Russie où il devint Feld-maréchal et gouverneur d'Odessa. Marié en troisièmes noces en Pologne avec Angèle Djerjanoska, il reconnut un fils naturel : Théodore Andrault de Langeron dont la descendance subsiste aux États-Unis en 2015 ,,,.

### Branche Andrault de Maulévrier
Cette branche a pour auteur Philippe Andrault († en 1635), seigneur de la Mignardière, de Repouffé, de la Moulière et de Vandal, gentilhomme de la chambre du roi en 1589, premier capitaine du régiment du Bourg-l'Espinasse (il était le second fils de Geoffroy Andrault, seigneur de Langeron et de Gabrielle Raquiet). Il épousa 1) en 1591 Charlotte de Crémaux, d'où postérité, 2) en 1607 Emerande de Nagu.
La branche Andrault de Maulévrier s'est éteinte au début du XIXe siècle avec Louis-Christophe Andrault, chevalier de Maulévrier-Langeron, né à Paris le 15 octobre 1757, maréchal de camp en 1814.

### Branche Andrault de Buy
Cette branche a pour auteur François Andrault, seigneur de Buy (fils de Jacques Andrault seigneur de Langeron, gouverneur de la Charité et bailli du Maconnais et de Marguerite de la Tournelle, et frère de Philippe Andrault comte de Langeron (†1675).
Parti en Pologne vers 1648, il devint grand chambellan de Jean II Casimir Vasa et général-major en Pologne. Il obtint du roi de Pologne une augmentation héraldique (ajout de l'aigle de Pologne) au moment de son accession à l'indigénat en 1658. Il devint également staroste de Tczewski. Il s'est marié avec Lamberta von Barwitz. Une fille, Anna est attestée de cette union.
On trouve mention d'autres descendants dont Gasparda et Gregorz Andrault de Buy, ainsi qu'une alliance avec utilisation du blason familial selon le système des clans de la noblesse polonaise avec une famille Antonowicz dès 1684 (Antonowicz herb de Andrault de Buy puis Antonowicz-Buy) et une famille Bogaïevski [Богаевский]) sans qu'un lien de filiation soit formellement établi.

## Filiation

### Tronc commun
- Laurent Andrault, seigneur de Langeron du chef de sa femme, notaire à Autun, marié vers 1400 à Jeanne Duillon[1], dont:
  - Jean Andrault, seigneur de Langeron, clerc ordinaire en la chambre des comptes de Paris, marié avant 1476 à Jeanne de Druy[1], dont : 
    - Laurent II Andrault, seigneur de Langeron, écuyer du duc de Bourbon, marié à Jeanne de Martigny[1], dont :
      - Pierre Ier Andrault, écuyer, seigneur de Langeron, marié en 1500 à Claude Brandest[1], dont :
        - Geoffroy Andrault (vers 1505-vers 1560), seigneur de Langeron, marié le 21 février 1532 avec Gabrielle Racquet[1], dont :
          - Pierre II Andrault, chevalier, seigneur de Langeron, gouverneur de La Charité-sur-Loire, par qui se poursuivit la branche ainée, marié à Aimée du Colombier[8];
          - Thomas Andrault, seigneur de Buy, marié à Gabrielle de l'Isle, auteur d'une branche fixée en Pologne en 1648.
          - Philippe Andrault, seigneur de La Mignardière, auteur de la branche puinée de Maulévrier[8].

### Branche Andrault de Langeron
- Pierre II Andrault, chevalier, seigneur de Langeron, gouverneur de La Charité-sur-Loire, marié à Aimée du Colombier[1], dont :
  - Jean II Andrault, seigneur de Langeron, baron de Cougny etc., gouverneur de La Charité-sur-Loire, bailli du Mâconnais, marié en 1602 à Marguerite de la Tournelle[1] dont :
    - Philippe II Andrault (vers 1610 - 1675), 1er comte de Langeron, marié en 1641 à Claude de Faye d'Espesses, dont :
      - Gabrielle Andrault de Langeron (1642–1698), abbesse
      - Charlotte Andrault de Langeron
      - Marie Armande Andrault de Langeron
      - Joseph Andrault de Langeron (1649–1711), 2e comte de Langeron, dit le marquis de Langeron, lieutenant-général des armées navales, marié à Jeanne-Madelaine du Gourray de La Coste dont :
        - Sylvie Angélique Andrault de Langeron, mariée à Claude de Thiard.
        - Louis Théodore Andrault de Langeron (vers 1700 – 1779), 3e comte de Langeron, lieutenant-général des armées du roi, marié en 1751 à Marie Augustine de Menou (sans descendance), en secondes noces avec Marie-Anne-Louise de Damas d'Anlezy dont :
          - Alexandre Louis Andrault de Langeron (1763–1831), 4e comte de Langeron, qui fit sa carrière en Russie, dit « Le Grand Alexandre ». Marié 1) en 1784 à Thérèse Diane Maignard de la Vaupalière (†1790), 2) en 1804 à Anastasia Troubetzkoï (†1816), 3) en 1816 avec Louise Brummer, il eut de son premier mariage une fille Diane, épouse du comte Traczenski[13]. 3) Angèle Djerjanoska dont : 
            - Théodore Andrault de Langeron (1804-) né en Pologne, maire de Varsovie de 1847 à 1862 , Sénateur, conseiller privé. Marié à Anna Olenine (1808 - 1888) dont[14] : 
              - Alexandrine Andrault de Langeron (1842 -) mariée à Andrzej Garbiński[15]
              - Sophie Olga Andrault de Langeron (1844-1920) mariée à Nicolas Alexandre, baron de Stael von Holstein
              - Antonine Andrault de Langeron (1847-) mariée à Karol August Woyde[16]
              - Théodore II (Fiodor) Andrault de Langeron (1845 - 1899) colonel commandant d'un régiment de cosaques, marié 1) à Tatiana Romanov († 1870) dont Dimitri qui suit, 2) à Sophie Scheidlowska († 1942)[17]
                - Dimitri Andrault de Langeron (1870-1920), né à Saint-Pétersbourg, page du tsar en 1889, maréchal de la noblesse du district de Kovel, au gouvernement de Volhynie. Marié à 1) Sophie Olenine dont Nicolas qui suit. 2) Maria Skarchewska (1880-1947)[18].
                  - Nicolas Andrault de Langeron (1899-1955) né à Kovel (Ukraine). Ingénieur-chimiste et membre de l’université de Liège[19]. Fuyant la Révolution russe, il s’installe en 1920 à Liège (Belgique). Marié à 1) Svetlana Sievert (1905-1932)[20] dont Dimitri qui suit, 2) Natalia Evréinova[21]
                    - Dimitri Andrault de Langeron (1927-2015)[7], né à Liège. Marié à Irina Ivanovna Ryltsev (1936-)[22], dont : 
                      - Nicolas[4]
                      - Mary (1967-)[4]
                      - Elisabeth (1969-)[4].

      - François, abbé du prieuré d'Anzelme (1684)

    - François Andrault de Langeron, seigneur de Buy, auteur de la branche puinée des Andrault de Buy, fixée en Pologne vers 1648[10].

### Branche Andrault de Maulévrier
- Philippe Andrault († en 1635), seigneur de la Mignardière, marié 1) en 1591 Charlotte de Crémaux, d'où postérité, 2) en 1607 Emerande de Nagu[8].
  - Anne, mariée le 30 avril 1616 avec Georges II de Damas (branche Damas du Rousset), seigneur de Rousset, d'où postérité[8].
  - Hector Andrault, seigneur de Maulévrier et de la Mignardiére, marié en 1635 à Anne du Maine[8], dont :
    - François Andrault (vers 1640-1715), seigneur de la Mignardiére, dit le marquis de Maulévrier, maitre de camps du régiment de Condé, marié à François de la Veuhe[8], dont :
      - Christophe Andrault, dit le comte de Maulévrier (1681-1768), lieutenant général des armées navales en 1750, sans postérité[8].
      - Georges Paul, grand-croix de Malte, abbé général de Saint-Antoine (1724)[8].
      - Claude Hector, abbé de Maulévrier, aumonier de la dauphine[8].
      - Marguerite Thérèse[8].
      - Anne Elisabeth[8].
      - Jean Baptiste Louis Andrault (1677–1754), marquis de Maulévrier-langeron, maréchal de France, marié en 1716 à Elisabeth le Camus[8], dont :
        - Charles Claude Andrault (1720–1792), marquis de Maulévrier-Langeron, comte de Chabrière, baron de Duzé etc. Lieutenant général en 1762, gouverneur des ville et château de Brest (1755-1790), chevalier des Ordres du roi (1784), marié en 1754 à Marie-Louise Perrinet de Pezeau (†1792)[8], dont :
          - Charles Pierre Andrault (1756-1780), comte de Maulévrier-Langeron, mestre de camp du régiment de Normandie, sans alliance[8].
          - Louis Christophe Andrault (1757), chevalier de Maulévrier-Langeron, maréchal de camp en 1814, dernier de sa branche en ligne masculine[8].
          - Marie Louise Aglaé (1759-1827), mariée  en 1779 à Joseph-François-Louis-Charles-César comte puis duc de Damas d'Antigny(1827)[8].(dont une fille unique Adélaïde Louise Zéphirine (1784-1838), mariée (1) au comte Charles de Voguë (postérité), (2) au marquis César-Laurent de Chastellux).
          - Marie Anne, né en 1760, sans alliance[8].
          - Geneviève Adélaîde (1766-1829), mariée (1) en 1782 à Louis-François prince de Saint-Mauris et du Saint-Empire (†décapité en 1794) (sans postérité), (2) en 1802 à Louis-Stanislas-Kostka prince de La Tremoille (sans postérité)[8].

        - Alexandre Claude Nicolas Hector Andrault dit le comte de Maulévrier-Langeron (1732- ), colonel du régiment de Foix en 1762, marié en 1764 à Henriette de Castel de Saint-Pierre, dont[8] :
          - Alexandre Pierre louis (1772-1798), sans alliance[8],
          - Amélie Marie Elisabeth (1765-1796), mariée en 1784 à Bernard-Emmanuel-Jacques Roux marquis de Puivert[8],
          - Charlotte Christine (1766-1840), mariée en 1786 à Nicolas de Falletans[8],
          - Catherine Pauline (1767-1867), mariée en 1798 à Henri Victor Féra marquis de Saint-Phalle[8].

### Branche Andrault de Buy
- François Andrault de Langeron, seigneur de Buy, général-major, staroste de Tczewski, grand-chambellan de la couronne de Pologne. Marié à Lambertyna de Barwitz de Fernelmont dont : 
  - Anna Andrault de Langeron, mariée à Marcin Borowski

## Personnalités

### Branche de Langeron
- Philippe Andrault de Langeron (vers 1610-1675), 1er comte de Langeron, baron de Vaux, baron de Cougny, maintenu noble en 1669. mestre de camp puis maréchal des camps et armées du roi, lieutenant du roi en Nivernais (1644), puis lieutenant-général, premier gentilhomme de la chambre de Gaston d'Orléans (avant 1663) puis du duc d'Enghien(après 1663)[23], gouverneur de La Charité-sur-Loire et de Nevers, bailli du Nivernois, maréchal de camp, et premier gentilhomme du duc de Bourbon Il obtint de Louis XIV et malgré sa participation à la Fronde, grâce à son influence auprès des Condé et de Gaston d'Orléans, l'érection de sa terre de Langeron en comté par lettres patentes d'août 1656. Marié en 1645 à Claude de Faye d'Espesses, dame d'honneur d'Anne de Bavière[24],[8].
- Joseph Andrault de Langeron (1649-1711), 2e comte de Langeron, dit le marquis de Langeron, lieutenant-général des armées navales[25], lieutenant du roi pour la Basse-Bretagne, gouverneur de La Charité-sur-Loire, marié à Jeanne-Madelaine du Gourray de La Coste.
- François Andrault de Langeron, dit l'abbé de Langeron, seigneur de Jarriges, de Trisac (jusqu'en 1699) et de Cheyrouse. Clerc tonsuré du diocèse de Nevers, abbé du prieuré d'Anzelme (1684), lecteur des ducs de Bourgogne et d'Anjou, ami de Bossuet et Fénelon[26].
- Christophe Andrault de Langeron (1680-1768), lieutenant général des armées navales.
- Alexandre Louis Andrault de Langeron (1763-1831), général russe et gouverneur d'Odessa.
- Théodore Andrault de Langeron (1804-1885), fils naturel du précédent, anobli par lettres patentes du roi Louis XVIII du 2 avril 1822[27], sénateur et conseiller privé en Russie, président (maire) de Varsovie de 1847 à 1862. Il hérita du château de Langeron que sa descendance vendit en 1926[13].

### Branche de Maulévrier
- Charles Andrault de Maulévrier-Langeron (†1721), chanoine-comte de Lyon, aumônier de la reine Marie Thérèse et de Louis XIV, évêque d'Autun en 1709.
- Jean-Baptiste Louis Andrault de Maulévrier (1677-1754), maréchal de France, aide de camp du maréchal Catinat, dans la campagne de Flandre, en 1697, puis colonel du régiment d'Anjou, brigadier des armées en 1704, maréchal de camp en 1710; accompagna le maréchal de Berwick en Savoie en 1711, au siége de Barcelone en 1714, nommé lieutenant général et ambassadeur en Espagne en 1720, chevalier de la Toison d'or en 1722, commandeur de Saint-Louis en 1730, gouverneur de Briançon en 1737, maréchal de France en mai 1745.

## Galerie de portraits

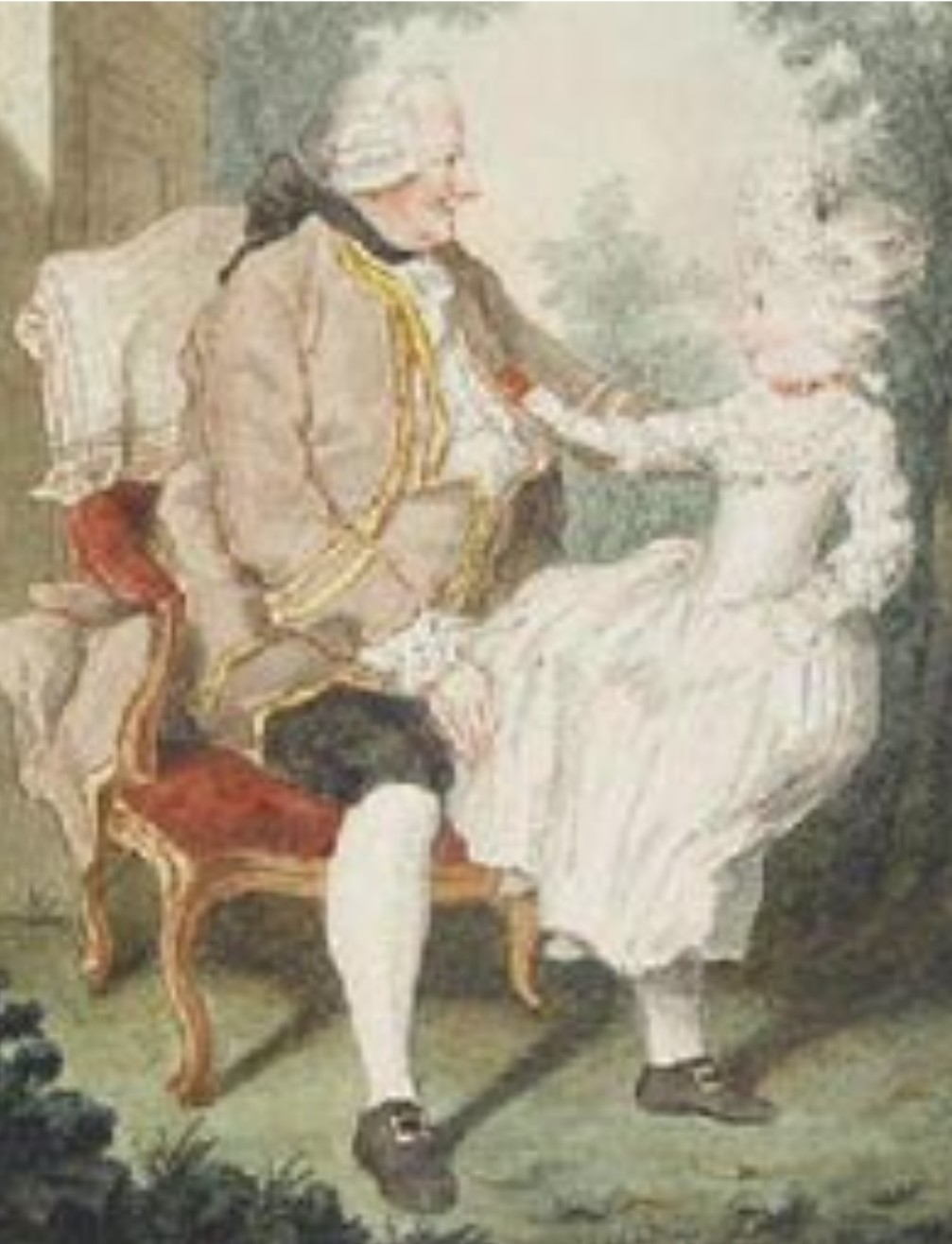
Louis Théodore Andrault de Langeron (1700-1779)
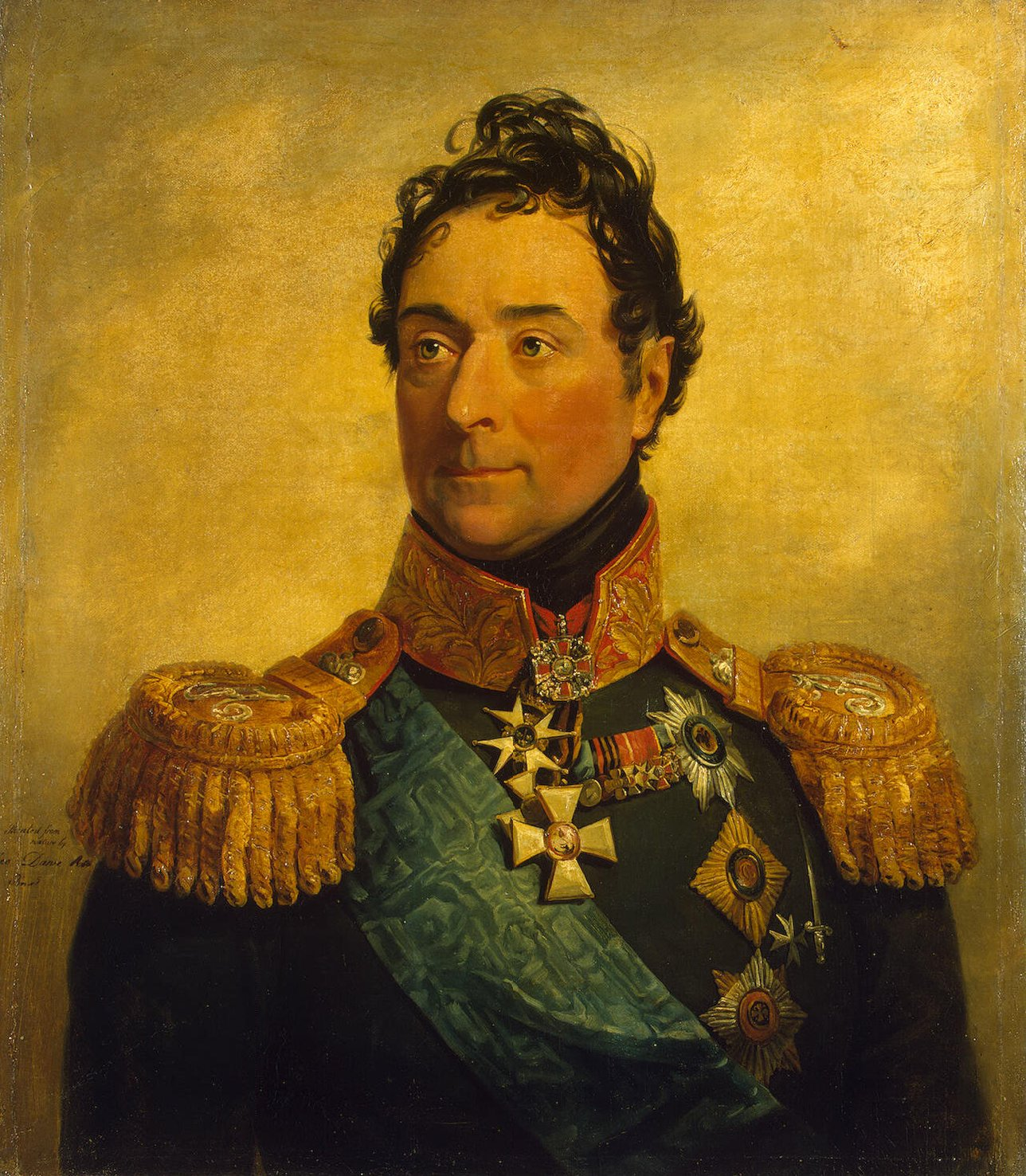
Alexandre Louis Andrault de Langeron

## Titres
- La branche Andrault de Langeron fut titrée comte de Langeron par lettres patentes d'août 1656[3]. Elle porta[Quand ?] également les titres de baron de Cougny, baron de Vaux, marquis de la Coste (en Bretagne), baron de la Ferté, etc.[1],[8],[28].
- La branche Andrault de Maulévrier porta[Quand ?] les titres de marquis et comte de Maulévrier (et de Maulévrier-Langeron), comte de Banains, comte de Chabrières, baron de Duzé, etc.[3],[8].

## Armes
| Blason des Andrault | Andrault : « D’azur à trois étoiles d’argent » |

| Blason des Andrault | Branche de Maulévrier au XVIIIe siècle : « Écartelé : aux 1 et 4 d'azur, à trois étoiles d'argent, qui est d'Andrault ; aux 2 et 3 d'argent, à trois fasces vivrées de gueules, et une bande d'azur semée de fleurs de lys d'or, brochant sur le tout, qui est de Gencien » |

|  | Branche Andrault de Buy (Pologne) : « Parti : au 1, de gueules, à la demi-aigle d'argent becquée, languée, membrée, liée et couronnée d'or dite « De Pologne » ; au 2, coupé : au 2.1 d'azur aux trois étoiles d'argent qui est Andrault, au 2.2 d'argent aux trois faces vivrées de gueules et une bande d'azur semée de lys dite « de France » brochant sur le tout, qui est de Gentien » ; confirmé par les armoriaux de la Russie et de la Petite Russie. |

|  | Données aux enfants naturels : « Parti d'argent et d'azur, à trois étoiles de l'un ou l'autre ; et un bâton de gueules péri en barre en abîme » |